# 박병득
박병득은 대한민국의 희극 배우이자 목사이다. KBS 공채 개그맨 7기. 동기로 금병완, 김국진, 김수용, 김용만, 남희석, 박수홍, 양원경, 엄정필, 유재석, 윤기원, 이영재, 전효실, 최승경이 있다.